# 1201 en santé et médecine
| Années de la santé et de la médecine : 1198 - 1199 - 1200 - 1201 - 1202 - 1203 - 1204    |
| Décennies de la santé et de la médecine : 1170 - 1180 - 1190 - 1200 - 1210 - 1220 - 1230 |

Cet article présente les faits marquants de l'année 1201 en santé et médecine.

## Événements

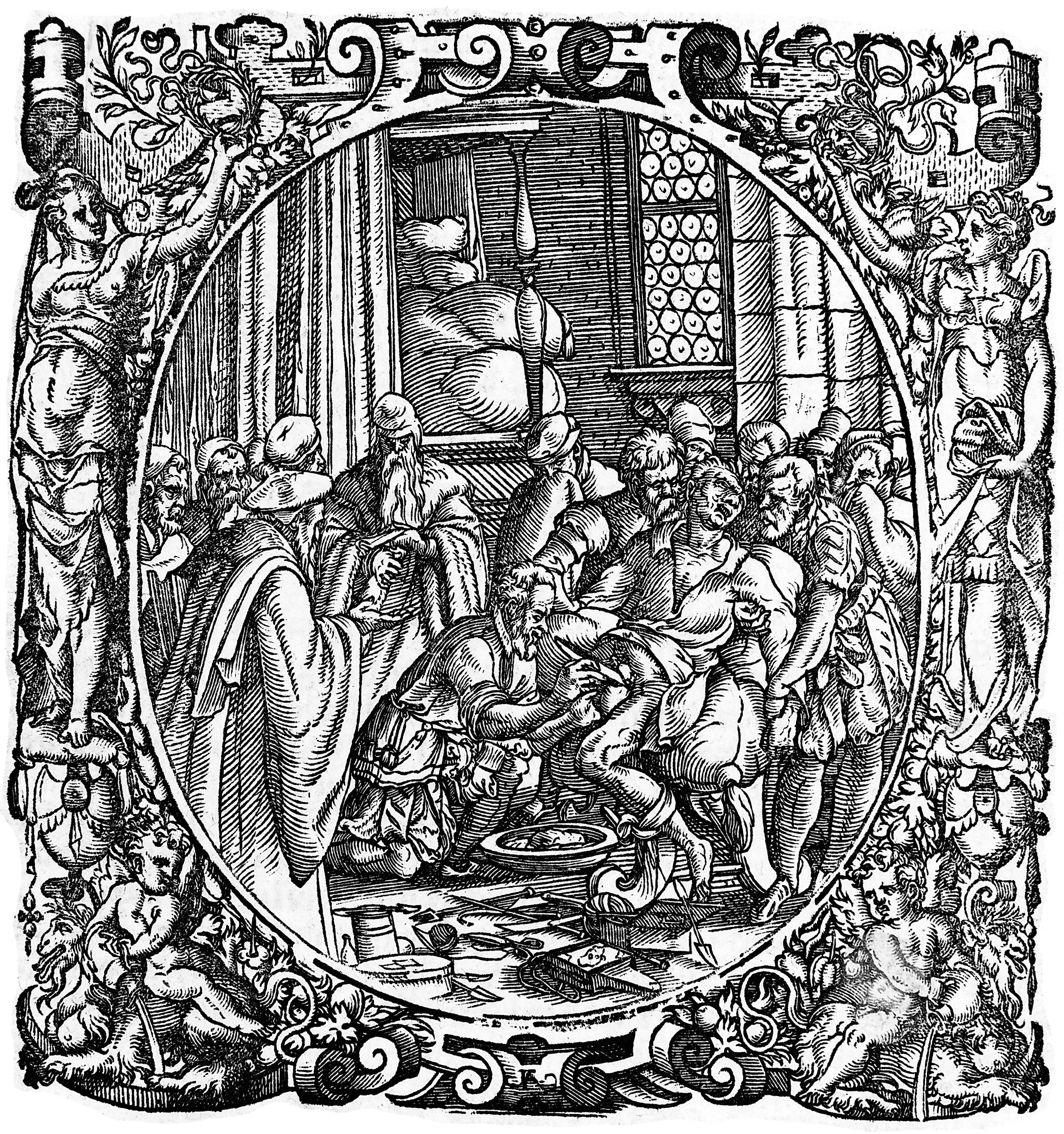
Préparation du patient
pour l'opération de la taille
(gravure sur bois, 1628)

- Juillet : tremblement de terre dans le bassin méditerranéen et au Proche-Orient : le nombre des victimes est estimé à plus d'un million[1].
- La « peste du Levant » est en Égypte[2] et en Grèce[3],[4].
- Abou Nasr el Messihy († 1211), médecin irakien chrétien, évite l'opération de la taille à An-Nasir, calife de Bagdad, en provoquant l'expulsion du calcul par les médicaments[5].
- Constance, mère d'Arthur Ier, duc de Bretagne, meurt lépreuse à Nantes sans jamais avoir été internée, « les règles communes de mise à l'écart des lépreux ne s'appliqu[ant] pas aux grands seigneurs[6] ».
- Sans doute atteint de la lèpre contractée en 1197 en Orient, Ulrich II, duc de Carinthie, laisse la régence à son frère Bernard[7].

## Fondations
- Le pape Innocent III approuve le « projet » de règle, ou propositum, de l'Ordre des humiliés[8] auquel appartiendra Alida de Sienne (1249-1309), devenue hospitalière de l'Observance à la mort de son mari et sanctifiée par l’Église catholique pour avoir consacré le reste de son existence au soin des démunis.
- Ouverture de la pharmacie du monastère bénédictin de Saint-Jean-l'Évangéliste à Parme, aujourd'hui transformée en musée d'art pharmaceutique[9].
- Fondation à Parme, par Rodolfo Tanzi (it), d'un hôpital chargé « d’accueillir, de secourir, de soigner et, enfin, de confier à des familles vivant à l’extérieur, les nombreux petits enfants abandonnés dans l’ensemble du duché[10] ».
- Fondation à Reims, par Guillaume aux Blanches Mains, d'« un logis pour accueillir vingt pauvres invalides », qui est à l'origine de l'ancien hôpital Saint-Antoine, devenu manufacture à la fin du XVIIIe siècle puis, en 1820, transformé en pensionnat pour jeunes filles par les Dames de la Congrégation[11].
- Fondation de la maison-Dieu de Braine, en Champagne, par Agnès de Baudement[12].
- Des léproseries sont attestées à Champeaux et La Chapelle-Gauthier, enclaves du diocèse de Paris dans celui de Sens[13].
- Fondation supposée de la léproserie de Corbeil par Eudes de Sully, évêque de Paris, « pour les femmes tant du voisinage de Corbeil que du voisinage de Melun[14] ».
- Vers 1201, deux gentilshommes allemands fondent à Paris, rue Saint-Denis, l'aumônerie de la Croix-de-la-Reine, refuge pour pèlerins et voyageurs qui prendra en 1207 le nom d'hôpital de la Trinité et qui, après avoir accueilli pendant plus d'un siècle des représentations de mystères et reçu dans les années 1540 des patients atteints de syphilis, servira jusqu'à la Révolution d'« établissement et école d'apprentissage pour la jeunesse en péril ou orpheline[15] ».

## Naissances

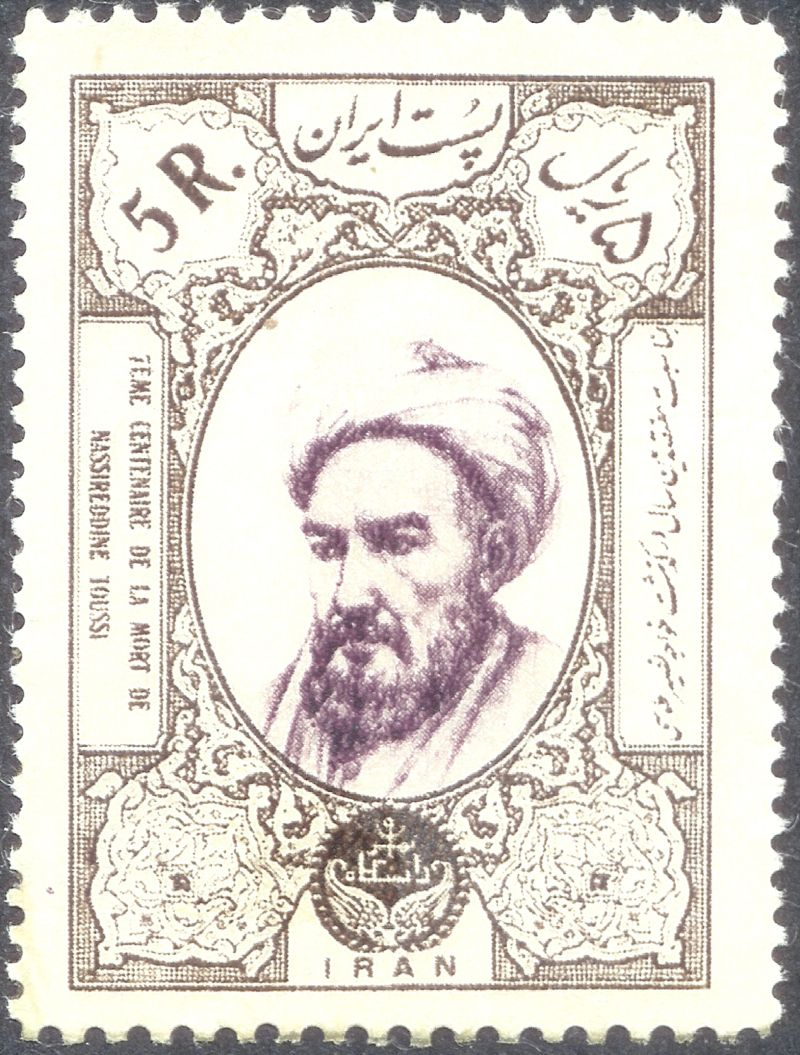
Nasir al-Din al-Tusi
7e centenaire
de sa mort
Iran (1974)

- 18 février : Nasir al-Din al-Tusi (mort en 1274), médecin, philosophe, mathématicien, astronome et théologien persan[16].
- 10 octobre : Richard de Fournival (mort en 1260), médecin, alchimiste, poète, clerc et érudit français[17].

## Décès
- Aboul Barakat el Kathaaï (né à une date inconnue), médecin renommé comme chirurgien et oculiste et qui a été au service de Malik al-Aziz, fils de Saladin[5].
- 1200 ou 1201 : Ibn al-Jawzi (né entre 1112 et 1116), savant et polygraphe irakien, auteur d'ouvrages sur la médecine, dont le Manafi etthobb (« Utilités de la médecine[5] »).